# Fabio Grosso
Fabio Grosso (28. november 1977 i Rom, Italien) er en italiensk manager for Frosinone og tidligere fodboldspiller, som senest spillede i den italienske klub Juventus. Fabio Grosso var kendt for sit offensive spil på venstre back/venstre wing, som var hans favoritplads på fodboldbanen.

## Karriere
Grosso startede sin karriere i den lille italienske amatørklub Renato Curi, men efter 4 sæsoner (1994-1998) skiftede han til den professionelle klub Chieti. Her spillede han 3 sæsoner (1998-2001), inden han kom til en klub i Serie A – Perugia, som hentede ham til deres hold. I Perugia spillede han 2½ sæson (2001-2003), før han flyttede videre til Palermo. Palermo lå på det tidspunkt i Serie B, men de var hurtigt oppe i den bedste italienske liga igen. Efter nogle gode sæsoner (2003-2006) i Palermo's lyserøde trøje, som også gav ham fast plads på landsholdet, købte Inter ham for cirka 40 millioner kroner.
Fabio Grosso sparkede det afgørende straffe, der sikrede Italien VM i 2006. Det var imod Frankrig i Berlin, hvor Grosso scorede mod Frankrigs målmand Fabien Barthez.